# تشارلز دبليو. جونز (مؤرخ)
تشارلز دبليو. جونز (بالإنجليزية: Charles W. Jones)‏ هو مختص في الدراسات القروسطية ‏ ومؤرخ أمريكي، ولد في 1905 في لنكن في الولايات المتحدة، وتوفي في 1989.